# Rondeletia buxifolia
Rondeletia buxifolia là một loài thực vật có hoa trong họ Thiến thảo. Loài này được Vahl miêu tả khoa học đầu tiên năm 1798.